# Az Afrikai Unió zászlaja
Az Afrikai Unió az 1963-ban alakult Afrikai Egységszervezet 2002-ben létrejött utódszervezete. Tagjainak sorában az összes független afrikai országot megtaláljuk. Célja az együttműködés és a konfliktusok békés rendezése. 
A 2010-ben adoptált lobogón (melynek megtervezésére a pályázatot 2007-ben hirdették meg) a zöld szín a reményt, a kontinens körüli 53 aranycsillag pedig a tagállamokat jelképezi.

## Korábbi zászló

A régi zászló

A 2002-ben létrejött Afrikai Unió 2010-ig a szervezet elődjének, az Afrikai Egységszervezetnek a zászlaját használta, amelyet 1970-ben tettek hivatalossá. Ezen a zászlón a zöld szín az afrikai természeti környezetére utalt, az aranysárga a szebb jövőt, a fehér pedig a békés egymás mellett élést jelképezte. Az embléma Afrika arany színű térképe volt, amelyet aranykoszorú keretezett.